# Lista över fornlämningar i Gotlands kommun (Vänge)
Lista över fornlämningar i Gotlands kommun (Vänge) är en förteckning av ett urval av de fornlämningar som finns i Vänge i Gotlands kommun.
| Namn                 | Lämningstyp                      | Tillkomsttid | Historisk indelning | Plats | Läge                 | ID-nr          | Bild                                 |
| -------------------- | -------------------------------- | ------------ | ------------------- | ----- | -------------------- | -------------- | ------------------------------------ |
| Vänge 1:1            | Röse                             |              | Vänge, Gotland      |       | 57.440003, 18.511074 | 10097700010001 | Ladda upp en bild av detta fornminne |
| Vänge 2:1            | Fornborg                         |              | Vänge, Gotland      |       | 57.439291, 18.506256 | 10097700020001 | Ladda upp en bild av detta fornminne |
| Vänge 3:1            | Hög                              |              | Vänge, Gotland      |       | 57.440445, 18.505224 | 10097700030001 | Ladda upp en bild av detta fornminne |
| Vänge 3:2            | Stensättning                     |              | Vänge, Gotland      |       | 57.440184, 18.505478 | 10097700030002 | Ladda upp en bild av detta fornminne |
| Vänge 3:3            | Husgrund, förhistorisk/medeltida |              | Vänge, Gotland      |       | 57.440258, 18.505174 | 10097700030003 | Ladda upp en bild av detta fornminne |
| Vänge 3:4            | Husgrund, förhistorisk/medeltida |              | Vänge, Gotland      |       | 57.439794, 18.506228 | 10097700030004 | Ladda upp en bild av detta fornminne |
| Vänge 3:5            | Husgrund, förhistorisk/medeltida |              | Vänge, Gotland      |       | 57.439827, 18.506733 | 10097700030005 | Ladda upp en bild av detta fornminne |
| Vänge 12:1           | Gravfält                         |              | Vänge, Gotland      |       | 57.446159, 18.491188 | 10097700120001 | Ladda upp en bild av detta fornminne |
| Vänge 15:1           | Hällristning                     |              | Vänge, Gotland      |       | 57.449713, 18.490416 | 11100000001041 | Ladda upp en bild av detta fornminne |
| Vänge 18:1           | Röse                             |              | Vänge, Gotland      |       | 57.473242, 18.521478 | 10097700180001 | Ladda upp en bild av detta fornminne |
| Vänge 19:1           | Husgrund, förhistorisk/medeltida |              | Vänge, Gotland      |       | 57.445214, 18.510606 | 10097700190001 | Ladda upp en bild av detta fornminne |
| Vänge 19:2           | Husgrund, förhistorisk/medeltida |              | Vänge, Gotland      |       | 57.445273, 18.509822 | 10097700190002 | Ladda upp en bild av detta fornminne |
| Vänge 19:3           | Husgrund, förhistorisk/medeltida |              | Vänge, Gotland      |       | 57.444811, 18.509798 | 10097700190003 | Ladda upp en bild av detta fornminne |
| Vänge 20:1           | Stensättning                     |              | Vänge, Gotland      |       | 57.463352, 18.533621 | 10097700200001 | Ladda upp en bild av detta fornminne |
| Vänge 23:1           | Stensättning                     |              | Vänge, Gotland      |       | 57.456843, 18.543919 | 10097700230001 | Ladda upp en bild av detta fornminne |
| Vänge 24:1           | Stensättning                     |              | Vänge, Gotland      |       | 57.455216, 18.543508 | 10097700240001 | Ladda upp en bild av detta fornminne |
| Vänge 24:2           | Stensättning                     |              | Vänge, Gotland      |       | 57.455252, 18.543342 | 10097700240002 | Ladda upp en bild av detta fornminne |
| Vänge 24:3           | Stensättning                     |              | Vänge, Gotland      |       | 57.455323, 18.543526 | 10097700240003 | Ladda upp en bild av detta fornminne |
| Vänge 25:1           | Gravfält                         |              | Vänge, Gotland      |       | 57.451995, 18.526939 | 10097700250001 | Ladda upp en bild av detta fornminne |
| Vänge 27:1           | Stensättning                     |              | Vänge, Gotland      |       | 57.464337, 18.533768 | 10097700270001 | Ladda upp en bild av detta fornminne |
| Vänge 27:2           | Stensättning                     |              | Vänge, Gotland      |       | 57.464273, 18.533862 | 10097700270002 | Ladda upp en bild av detta fornminne |
| Vänge 27:3           | Stensättning                     |              | Vänge, Gotland      |       | 57.464231, 18.533815 | 10097700270003 | Ladda upp en bild av detta fornminne |
| Vänge 29:1           | Husgrund, förhistorisk/medeltida |              | Vänge, Gotland      |       | 57.470210, 18.533676 | 10097700290001 | Ladda upp en bild av detta fornminne |
| Vänge 29:2           | Husgrund, förhistorisk/medeltida |              | Vänge, Gotland      |       | 57.470171, 18.532903 | 10097700290002 | Ladda upp en bild av detta fornminne |
| Vänge 29:3           | Husgrund, förhistorisk/medeltida |              | Vänge, Gotland      |       | 57.470508, 18.532460 | 10097700290003 | Ladda upp en bild av detta fornminne |
| Vänge 34:1           | Stensättning                     |              | Vänge, Gotland      |       | 57.457733, 18.511540 | 10097700340001 | Ladda upp en bild av detta fornminne |
| Vänge 34:2           | Stensättning                     |              | Vänge, Gotland      |       | 57.457636, 18.511697 | 10097700340002 | Ladda upp en bild av detta fornminne |
| Vänge 34:3           | Stensättning                     |              | Vänge, Gotland      |       | 57.457512, 18.511721 | 10097700340003 | Ladda upp en bild av detta fornminne |
| Vänge 36:1           | Stensättning                     |              | Vänge, Gotland      |       | 57.466638, 18.492848 | 10097700360001 | Ladda upp en bild av detta fornminne |
| Vänge 37:2           | Husgrund, förhistorisk/medeltida |              | Vänge, Gotland      |       | 57.430417, 18.472227 | 11000000003121 | Ladda upp en bild av detta fornminne |
| Vänge 37:3           | Husgrund, förhistorisk/medeltida |              | Vänge, Gotland      |       | 57.429787, 18.472270 | 11000000003122 | Ladda upp en bild av detta fornminne |
| Vänge 37:4           | Husgrund, förhistorisk/medeltida |              | Vänge, Gotland      |       | 57.430052, 18.473554 | 11000000003123 | Ladda upp en bild av detta fornminne |
| Vänge 37:7           | Hällristning                     |              | Vänge, Gotland      |       | 57.429437, 18.471461 | 11100000001127 | Ladda upp en bild av detta fornminne |
| Vänge 38:1           | Husgrund, förhistorisk/medeltida |              | Vänge, Gotland      |       | 57.438635, 18.471501 | 10097700380001 | Ladda upp en bild av detta fornminne |
| Vänge 38:2           | Husgrund, förhistorisk/medeltida |              | Vänge, Gotland      |       | 57.438288, 18.471696 | 10097700380002 | Ladda upp en bild av detta fornminne |
| Vänge 40:1           | Husgrund, förhistorisk/medeltida |              | Vänge, Gotland      |       | 57.446557, 18.480581 | 10097700400001 | Ladda upp en bild av detta fornminne |
| Vänge 40:3           | Husgrund, förhistorisk/medeltida |              | Vänge, Gotland      |       | 57.447051, 18.480125 | 10097700400003 | Ladda upp en bild av detta fornminne |
| Vänge 41:1           | Husgrund, förhistorisk/medeltida |              | Vänge, Gotland      |       | 57.444133, 18.530069 | 10097700410001 | Ladda upp en bild av detta fornminne |
| Vänge 42:1           | Stensättning                     |              | Vänge, Gotland      |       | 57.422569, 18.533912 | 10097700420001 | Ladda upp en bild av detta fornminne |
| Vänge 43:1           | Hällristning                     |              | Vänge, Gotland      |       | 57.436429, 18.514476 | 11100000001128 | Ladda upp en bild av detta fornminne |
| Vänge 44:1           | Husgrund, förhistorisk/medeltida |              | Vänge, Gotland      |       | 57.437045, 18.509116 | 11000000003124 | Ladda upp en bild av detta fornminne |
| Vänge 45:1           | Gravfält                         |              | Vänge, Gotland      |       | 57.442908, 18.454413 | 10097700450001 | Ladda upp en bild av detta fornminne |
| Vänge 46:1           | Husgrund, förhistorisk/medeltida |              | Vänge, Gotland      |       | 57.444958, 18.462893 | 10097700460001 | Ladda upp en bild av detta fornminne |
| Disrojr (Vänge 47:1) | Gravfält                         |              | Vänge, Gotland      |       | 57.427202, 18.550868 | 10097700470001 | Ladda upp en bild av detta fornminne |
| Vänge 48:1           | Gravfält                         |              | Vänge, Gotland      |       | 57.427508, 18.474959 | 10097700480001 | Ladda upp en bild av detta fornminne |
| Vänge 49:1           | Gravfält                         |              | Vänge, Gotland      |       | 57.432107, 18.550429 | 10097700490001 | Ladda upp en bild av detta fornminne |
| Vänge 52:1           | Stensättning                     |              | Vänge, Gotland      |       | 57.445460, 18.530882 | 10097700520001 | Ladda upp en bild av detta fornminne |
| Vänge 52:2           | Stensättning                     |              | Vänge, Gotland      |       | 57.445385, 18.531038 | 10097700520002 | Ladda upp en bild av detta fornminne |
| Vänge 52:3           | Stensättning                     |              | Vänge, Gotland      |       | 57.445343, 18.530844 | 10097700520003 | Ladda upp en bild av detta fornminne |
| Vänge 52:4           | Stensättning                     |              | Vänge, Gotland      |       | 57.445322, 18.530633 | 10097700520004 | Ladda upp en bild av detta fornminne |
| Vänge 53:2           | Hällristning                     |              | Vänge, Gotland      |       | 57.439253, 18.513116 | 11100000001129 | Ladda upp en bild av detta fornminne |
| Vänge 54:1           | Stensättning                     |              | Vänge, Gotland      |       | 57.436692, 18.508870 | 10097700540001 | Ladda upp en bild av detta fornminne |
| Vänge 54:2           | Stensättning                     |              | Vänge, Gotland      |       | 57.436339, 18.508795 | 10097700540002 | Ladda upp en bild av detta fornminne |
| Vänge 55:1           | Stensättning                     |              | Vänge, Gotland      |       | 57.439056, 18.500693 | 10097700550001 | Ladda upp en bild av detta fornminne |
| Vänge 55:2           | Stensättning                     |              | Vänge, Gotland      |       | 57.439181, 18.500491 | 10097700550002 | Ladda upp en bild av detta fornminne |
| Vänge 55:3           | Stensättning                     |              | Vänge, Gotland      |       | 57.439261, 18.500326 | 10097700550003 | Ladda upp en bild av detta fornminne |
| Vänge 55:4           | Stensättning                     |              | Vänge, Gotland      |       | 57.439722, 18.500716 | 10097700550004 | Ladda upp en bild av detta fornminne |
| Vänge 61:1           | Husgrund, förhistorisk/medeltida |              | Vänge, Gotland      |       | 57.430959, 18.466497 | 10097700610001 | Ladda upp en bild av detta fornminne |
| Vänge 64:1           | Stensättning                     |              | Vänge, Gotland      |       | 57.450658, 18.483713 | 10097700640001 | Ladda upp en bild av detta fornminne |
| Vänge 66:1           | Husgrund, förhistorisk/medeltida |              | Vänge, Gotland      |       | 57.443632, 18.464008 | 11000000003134 | Ladda upp en bild av detta fornminne |
| Vänge 66:3           | Husgrund, förhistorisk/medeltida |              | Vänge, Gotland      |       | 57.443965, 18.463086 | 11000000003135 | Ladda upp en bild av detta fornminne |
| Vänge 69:1           | Stensättning                     |              | Vänge, Gotland      |       | 57.450911, 18.525636 | 10097700690001 | Ladda upp en bild av detta fornminne |
| Vänge 69:2           | Stensättning                     |              | Vänge, Gotland      |       | 57.451161, 18.525534 | 10097700690002 | Ladda upp en bild av detta fornminne |
| Vänge 70:1           | Stensättning                     |              | Vänge, Gotland      |       | 57.466986, 18.512519 | 10097700700001 | Ladda upp en bild av detta fornminne |
| Vänge 82:1           | Husgrund, förhistorisk/medeltida |              | Vänge, Gotland      |       | 57.467384, 18.519529 | 10097700820001 | Ladda upp en bild av detta fornminne |
| Vänge 83:2           | Hällristning                     |              | Vänge, Gotland      |       | 57.465480, 18.519433 | 11100000001065 | Ladda upp en bild av detta fornminne |
| Vänge 83:4           | Hällristning                     |              | Vänge, Gotland      |       | 57.465484, 18.519437 | 11100000001066 | Ladda upp en bild av detta fornminne |
| Vänge 85:1           | Gravfält                         |              | Vänge, Gotland      |       | 57.429217, 18.568494 | 10097700850001 | Ladda upp en bild av detta fornminne |
| Vänge 86:1           | Husgrund, förhistorisk/medeltida |              | Vänge, Gotland      |       | 57.402280, 18.466204 | 11000000003140 | Ladda upp en bild av detta fornminne |
| Vänge 86:2           | Husgrund, förhistorisk/medeltida |              | Vänge, Gotland      |       | 57.402209, 18.465702 | 11000000003141 | Ladda upp en bild av detta fornminne |
| Vänge 92:1           | Gravfält                         |              | Vänge, Gotland      |       | 57.421486, 18.482430 | 10097700920001 | Ladda upp en bild av detta fornminne |
| Vänge 98:1           | Stensättning                     |              | Vänge, Gotland      |       | 57.415286, 18.513295 | 10097700980001 | Ladda upp en bild av detta fornminne |
| Vänge 99:1           | Stensättning                     |              | Vänge, Gotland      |       | 57.441599, 18.516350 | 10097700990001 | Ladda upp en bild av detta fornminne |
| Vänge 103:1          | Röse                             |              | Vänge, Gotland      |       | 57.456406, 18.548744 | 10097701030001 | Ladda upp en bild av detta fornminne |
| Vänge 103:2          | Stensättning                     |              | Vänge, Gotland      |       | 57.456242, 18.548732 | 10097701030002 | Ladda upp en bild av detta fornminne |
| Vänge 105:1          | Stensättning                     |              | Vänge, Gotland      |       | 57.429917, 18.490580 | 10097701050001 | Ladda upp en bild av detta fornminne |
| Sjonhem 17:1         | Stensättning                     |              | Vänge, Gotland      |       | 57.468521, 18.495768 | 10096300170001 | Ladda upp en bild av detta fornminne |